# Joe Fritz
Joe Fritz (született Fritz József, Budapest, 1978. január 22.) magyar jazzklarinét-művész. Az általa vezetett Joe Fritz Band az 50-60 évvel ezelőtti standard darabok feldolgozásaival vált ismertté. 2012 óta a világ harminc legjobb jazzklarinétosa között tartják számon.[forrás?]

## Életpályája
Zenészcsaládból származik, nagyapja hegedült, édesapja klarinétozott, így ő maga is korán a zene világába csöppent. Hétévesen kezdett hegedülni, de tizenkét évesen talált rá valódi hangszerére, a klarinétra, melyhez azóta sem lett hűtlen, emellett játszik fuvolán. Klarinétos pályafutása során id. Herrer Pál és Balogh József tanítványa volt, majd a Benczúr utcai jazziskolában Pap József volt a tanára.
Rengeteg formációban játszott ill. játszik: Pannon Jazz Group, Pannon Jazz Stars, Bohém Ragtime Band, Freemen Jazz Band, Fritz-Gáspár Duo, Fritz-Marosi Quartet, Fritz-Marosi-Molnár Trio, stb., de legfontosabb zenekara a saját maga által vezetett Fritz Jazz Band, más néven Joe Fritz Band, Joe Fritz Trio.
Már igen fiatalon jazzklubokat vezetett, négy éven át Dunakeszin a 424-est, majd három évig a Zrínyi utcai Budapest Swing Klubot ill. a Gramofon külsős szerzőjeként jazzkritika-írásban is gyakorolta magát.
1996-ban egy párizsi nemzetközi klarinétversenyen több nemzetközi hírű jazzklarinétossal került kapcsolatba (Buddy DeFranco, Paquito D'Rivera, Bill Smith), és ettől kezdve már folyamatos kapcsolatot ápolt a szakma legnagyobbjaival.
1998-ban Mazura Jánossal Olaszországban a Garda-tónál utcazenész fesztivált (pontosabban megosztott első díjat) nyert. A díj egy tuba volt. A 2000-es évektől Joe Fritz egyéni előadói esteken, éttermekben, magánrendezvényeken lép fel.

## Munkássága
A magyar zenei piacon egyedülálló módon a jazz legnagyobb alakjainak tiszteletére zenekarával lemezsorozatot indított. Ennek első tagja a 2006-os Joe Fritz Band: Salute to Benny Goodman, ezt követte a Joe Fritz – I remember Hank, Salute to Henry Mancini, majd 2008-ban a Salute To The Norman Granz Sessions.  2009-ben a Salute. A Joe Fritz Trio 2012-ben jelentkezett a saját nevével fémjelzett újabb albummal Trio néven, majd ezután a Mountain Walking, A Trio with Robert Szili and Jozsef Radics végül a Love affair with a Clarinet.
Joe Fritz saját albumain túl még további több mint 64 lemez elkészítésében működött közre (jazz, blues, filmzene stb), játszott Cseh Tamás egyik albumán is, muzsikált a 6:3 című filmben.

## Díjai, elismerései
- utcazenész fesztivál nyertese a Garda-tónál
- 2012-ben 5000 szavazat alapján beválasztották a 30 legjelentősebb jazzklarinétos közé a világon
- 28 alkalommal nyerte el “az év klarinétosa” díjat a kritikusok, hallgatók és zenészek szavazatai alapján a JazzMa es a Magyar Jazz platformjain.

## Főbb publikációi
- A magyar jazzklarinétozás története

### Lemezekről
- http://www.jazznoise.eu/index.php/lemezkritika/452-fritz-joe-i-remember-hank-salute-to-henry-mancini
- http://www.jazznoise.eu/index.php/lemezkritika/450-fritz-joe-salute-to-benny-goodman
- http://www.jazznoise.eu/index.php/lemezkritika/452-fritz-joe-i-remember-hank-salute-to-henry-mancini
- http://www.jazznoise.eu/index.php/hangszerek/1369-a-magyar-jazzklarinetozas-toertenete